# Lijst van gouverneurs van de Nederlandse Antillen (1954-2010)

Onderscheidingsvlag van de gouverneur van de Nederlandse Antillen (1986-2010)

Onderscheidingsvlag van de gouverneur van de Nederlandse Antillen (1966-1986)

De gouverneur van de Nederlandse Antillen was tot 2010 de vertegenwoordiger van het Nederlandse staatshoofd (ten laatste koningin Beatrix) op de voormalige Nederlandse Antillen.
De taken van de gouverneur vielen in twee delen uiteen:
1. Hij vertegenwoordigde de belangen van het koninkrijk
2. Hij stond aan het hoofd van de Antilliaanse regering.

Hij maakte echter geen deel uit van het Antilliaanse kabinet. Tijdens de kabinetsformatie speelde hij een belangrijke rol. Net zoals in Nederland de koning, was de gouverneur onschendbaar en waren de ministers verantwoordelijk. De gouverneur werd benoemd door het staatshoofd voor een periode van zes jaar. Na afloop kon die periode nog eenmaal verlengd worden (dus maximaal twaalf jaar).
De gouverneur werd bijgestaan door een raad van advies, die uit ten minste vijf door hem benoemde leden bestond en die over alle ontwerpen van landsverordeningen, rijkswetten, landsbesluiten houdende algemene maatregelen en dergelijke, advies uitbrachten.
De gouverneur zetelde in het Fort Amsterdam in Willemstad (Curaçao). Tot 1 januari 1986 viel Aruba ook onder de Nederlandse Antillen. Op die dag kreeg Aruba een status aparte en werd het een apart autonoom land binnen het Koninkrijk der Nederlanden met een eigen gouverneur. Op 10 oktober 2010 werden de Nederlandse Antillen als land binnen het koninkrijk opgeheven, waarmee de functie van gouverneur kwam te vervallen. In plaats daarvan kregen de nieuwe autonome landen Curaçao en Sint Maarten een eigen gouverneur. De overige drie eilanden Bonaire, Sint Eustatius en Saba werden Caribische openbare lichamen.

## Lijst van gouverneurs
Vanaf de invoering van het Statuut voor het Koninkrijk der Nederlanden in 1954. Voor eerdere gouverneurs, zie Lijst van gouverneurs van de Nederlandse Antillen (1634-1954). Tot 1986 viel Aruba ook onder de Nederlandse Antillen. 
- 13 april 1951 — Teun Struycken
- 25 oktober 1956 — Frank van der Valk (waarnemend)
- 18 maart 1957 — Antonius Speekenbrink
- mei 1961 — Christiaan Winkel (waarnemend)
- 10 september 1962 — Cola Debrot
- 1 juni 1970 — Ben Leito
- 15 oktober 1983 — René Römer
- 15 januari 1990 — Jaime Saleh
- 1 juli 2002 — Frits Goedgedrag